# Acanthophoenix crinitas
Acanthophoenix crinita es una especie de palmera que es endémica de Réunion.
En 1995 en su lista de plantas, Rafaël Govaerts consideró A. crinita como un sinónimo de Acanthophoenix rubra, al igual que Govaerts y Dransfield en su lista de 2005 de las palmas. Sin embargo, en su revisión del género, Nicole Ludwig reconoció A. crinita como una especie separada.

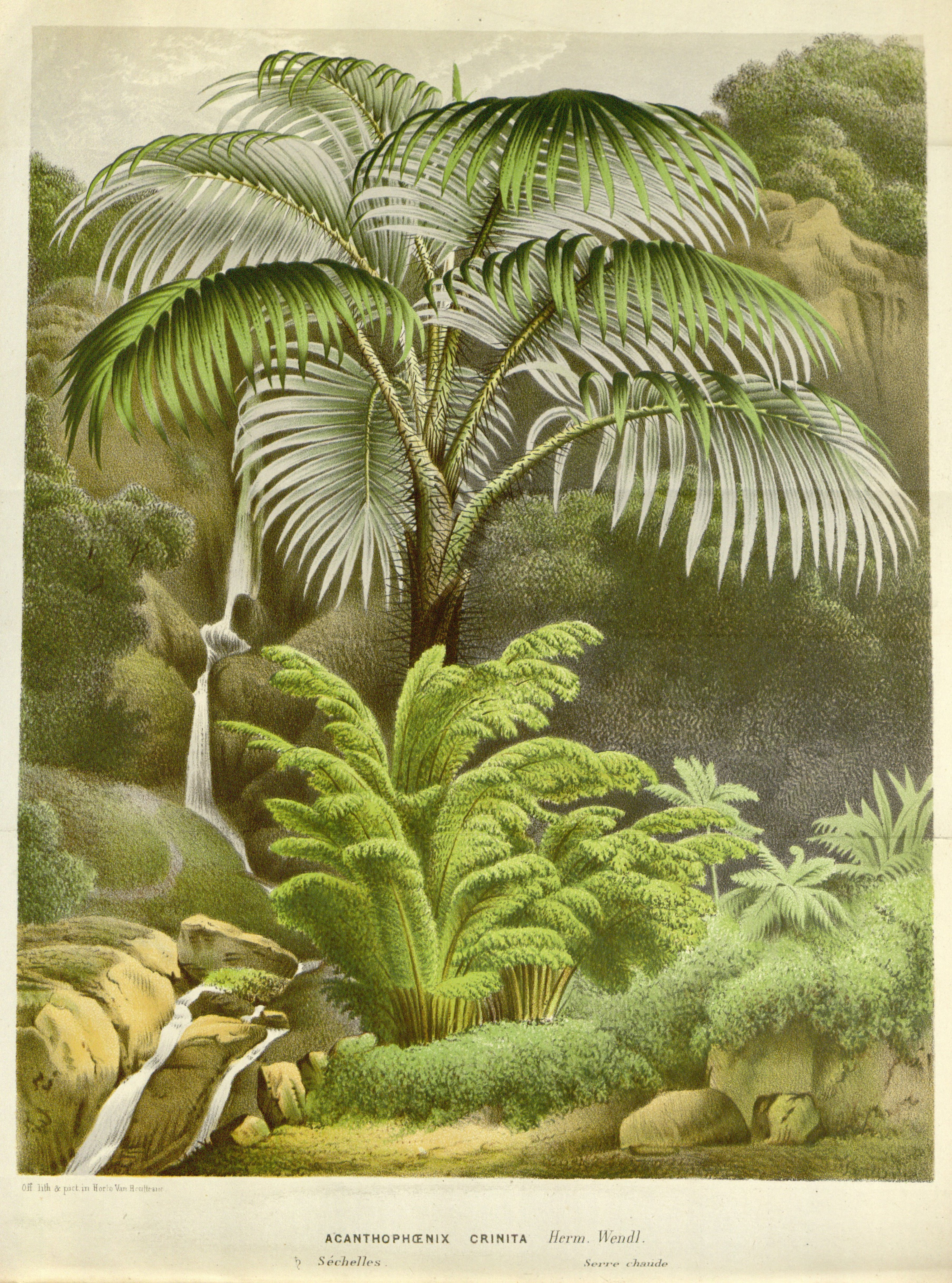
Ilustración

## Descripción
Es una palmera inusual que proviene de la isla de Reunión (islas Mascareñas) que crece en bosques a grandes altitudes (2000 metros). Debido a la recolección incontrolada en el pasado, su existencia ha sido reducida hasta niveles peligrosos. Esta palmera es de crecimiento lento al principio pero rápido a medida que consigue un mayor tamaño. A partir de un cierto número de años se convierte en una hermosa palmera algo espinosa con un tronco delgado, anillado y de arqueamiento elegante. De hojas plumosas, en su eje crece un capitel espinoso. Esta palmera se adecua al clima caluroso templado así como al clima tropical fresco.

## Taxonomía
Acanthophoenix crinita fue descrita por (Bory) H.Wendl. y publicado en Annales Générales d'Horticulture 16: 181, f. 1706. 1865-1867[1867].
Etimología
Acanthophoenix: nombre genérico que combina las palabras griegas Akanthos y phoenix para "espina" y "palmera".
crinita: epíteto latino que significa "con pelo largo".
Sinonimia
- Areca crinita Bory[7]